# Lista över Scientologi-organisationer
Scientologi-rörelsen har ett komplicerat nät av organisationer och frontorganisationer. Vissa av dessa är öppna med sin anknytning till Scientologirörelsen medan andra föredrar att inte framhålla kopplingen. 
- Applied Scholastics
- Author Services Inc.
- Better Family Relations Association
- Bridge Publications & New Era Publications
- Church of Scientology International (CSI)
- Church of Spiritual Technology
- Celebrity Centre
- Citizens Commission on Human Rights (CCHR), på svenska Kommittén för mänskliga rättigheter (KMR)
- Citizens for Social Reform
- Commodore's Messenger Organization
- Concerned Businessmen's Association of America
- Criminon
- Freewinds
- Galaxy Press
- Hubbard Association of Scientologists International
- International Association of Scientologists (IAS)
- Kommittén för mänskliga rättigheter
- Narconon
- Office of Special Affairs
- Performia
- Rehabilitation Project Force
- Religious Technology Center
- Riksorganisationen för ett drogfritt Sverige
- Safe Environment Fund
- Sea Org, på svenska Sjöorganisationen
- Sterling Management Systems
- The Way to Happiness
- Volunteer Ministers, på svenska Frivilligpastorer
- World Institute of Scientology Enterprises (WISE)
- Youth for Human Rights International